# Роббі Робертсон (персонаж комікса)
Джозеф «Роббі» Робертсон (англ. Joseph «Robbie» Robertson) — персонаж американських коміксів видавництва Marvel Comics, створений Стеном Лі і Стівом Дітко, який є одним з другорядних героїв в історіях про Людину-павука. Роббі Робертсон був одним з перших темношкірих персонажів коміксів, які відігравали серйозну роль у сюжеті, не будучи комікси. Як правило Роббі з'являється в якості високопоставленого редактора нью-йоркської газети The Daily Bugle, а також виступає близьким другом і довіреною особою її видавця, Джей Джони Джеймсона. Нерідко Роббі є голосом розуму в голові Джеймсона, коли той намагається всіляко очорнити репутацію Людини-павука. У той же час Робертсон з великою повагою ставиться до альтер его супергероя, Пітера Паркера та інших співробітників Bugle. У 1980-х було розкрито минуле персонажа, зокрема його конфлікт з суперлиходієм Могильником, що викликало читацький інтерес до героя.
Протягом багатьох років з моменту його першої появи в коміксах персонаж з'являвся в інших медіа продуктах, в тому числі: фільми, мультсеріали і відеоігри. У трилогії Сема Реймі його роль виконав актор Білл Нанн.

## Біографія вигаданого персонажа
Джо Робертсон мріяв з дитинства стати журналістом. Будучи студентом середньої школи Гарлема, він працював у шкільній газеті, ставши її редактором на останньому курсі і вигравши стипендію в Колумбійському університеті. Працьовитий і цілеспрямований, Роббі був безстрашним репортером, який одного разу зіткнувся з однокурсником з Гарлема Лонні Томпсоном Лінкольном на прізвисько Могильник. Будучи масивним альбіносом, над яким знущалися однолітки через його зовнішність, жорстокий Лонні вважав Роббі свого роду другом, оскільки Роббі був одним з небагатьох, хто ніколи не знущався над ним. Проте, коли Лонні почав використовувати свою надлюдську силу, щоб вимагати гроші від однокласників, Роббі підготував статтю для газети Harlem High, що викриває діяльність Лонні. Влаштувавши засідку для Роббі після школи, могильник жорстоко побив його, поки Роббі не погодився не опубліковувати статтю. Лонні бачив в цьому сердечне взаєморозуміння між друзями, але Роббі був противний самому собі і вирішив ніколи більше не йти на компроміс зі своєю етикою.
Залишивши позаду інцидент з Могильником, Джо закінчив навчання в Колумбійському університеті, отримав ступінь і через кілька років отримав роботу нічного чергового в The Philadelphia Inquirer. Також він одружився зі своєю дівчиною Мартою, проте незабаром після цього його нове життя виявилося ускладнене старим знайомим з минулого. Коли телефонний інформатор сказав Роббі, що знає, хто вбив місцевого кримінального авторитета Оззі Монтану, Роббі організував таємну зустріч на березі, проте там він виявив свого інформатора мертвим в руках могильника, який став найманим вбивцею зі схильністю ламати шиї. Роббі втік і зберігав мовчання про весь інцидент, побоюючись того, що могильник може зробити з ним або його дружиною те ж саме, якщо він заговорить. Джо зрозумів, що так і не оговтався повністю від своїх перших зустрічей з Могильником, і що вбивця мав над ним дивну владу.
Намагаючись забути свої невдачі з Могильником, Роббі повернувся до своєї журналістської кар'єри. Він і Марта повернулися на Манхеттен, де Джо став репортером The Daily Bugle. Протягом наступних двадцяти років Роббі піднявся по службових сходах і став редактором міської газети і одним з найбільш шанованих журналістів міста. Він подружився з видавцем і головним редактором Bugle Джей Джоною Джеймсоном. Незважаючи на те, що в душі Джеймсон був хорошим газетярем з сильною соціальною відповідальністю, він часто дозволяв своїм власним упередженням ставити під загрозу його журналістську точку зору, але врівноважуючі погляди Роббі зберігали висвітлення новин Bugle щодо справедливим, зокрема статті про Людину-павука. Джеймсон був схильний ставитися до костюмованих лінчерів з підозрою і презирством, що вилилося в ненависть до Людини-павука. Ніхто не здогадувався, що цим супергероєм був молодий фотограф Bugle Пітер Паркер, до якого Робертсон ставився по-батьківськи. Роббі мав більш об'єктивне уявлення про супергероїв Нью-Йорка, судячи про них по їх діям, і багато разів допомагав Людині-павуку.
Вперше Роббі допоміг Людині-павуку зловити злочинця Хамелеона. Пізніше, коли Роббі викрив корумпованого політика Сема булліта, Людина-Павук і Людина-Крига об'єдналися, щоб врятувати Робертсона від мстивих головорізів булліта. Роббі націлився на іншого корумпованого політика, кандидата в мери Річарда ралі, і Людина-павук врятував Робертсона від лютого суперагента Ралі, Крушителя, який пізніше вбив самого Ралі.
Сімейне життя Роббі часто складалася не так гладко, як професійна. Його первісток, Патрік, помер ще в дитинстві. Другий син Роббі, Ренді, виріс до повноліття, проте часто запекло сварився зі своїм батьком через різницю в їх переконаннях. Будучи радикалом, Ренді був ключовим гравцем у студентських протестних рухах в університеті Емпайр-Стейт, чому Роббі доводилося втручатися в його справи в якості батька і репортера. Зрештою, Ренді перейшов до Пітсбурзького університету, де познайомився і одружився з білою єврейкою на ім'я Аманда, до великого дискомфорту Роббі. Зрештою Ренді повернувся в Нью-Йорк і влаштувався соціальним працівником, а Роббі поступово прийняв змішаний шлюб свого сина, хоча пізніше Ренді і Аманда розлучилися. Надалі Ренді перебував у стосунках з Глорією Грант, секретаркою Джеймсона.
Нав'язлива ненависть Джеймсона до Людини-павука протягом багатьох років доводила його до прийняття божевільних рішень, включаючи фінансування декількох проектів, спрямованих на упіймання, приниження або знищення героя. В результаті одного з таких проектів з'явився суперлиходій, відомий як Скорпіон. Джеймсон тримав свою участь у таємниці протягом багатьох років, але після того, як Гобґоблін намагався шантажувати його, використовуючи цю інформацію, Джеймсон зробив повне публічне визнання і пішов з посади головного редактора Bugle, просунувши Робертсона замість себе. Хоча Джейсон все ще активно відвідував Bugle як її видавця, Робертсон виявився дуже успішним і ефективним у новій ролі головного редактора газети. Він був другом і наставником репортерів і оглядачів, таких як Бетті Брант, Кейт Кушинг, кіт Фаррел, Нед Лідс, Джей Меркадо, Лейла Тейлор і Бен Уріх.
Коли Пітер Паркер розкрив свою особистість в якості людини-павука під час подій Civil War Джеймсон подав позов на колишнього співробітника, вважаючи, що той шахраював, фотографуючи самого себе. Робертсон заступився за молоду людину, за що був звільнений, однак через деякий час повернувся на роботу. Також, в якийсь момент Ренді почав зустрічатися з Дженіс Лінкольн, дочкою його заклятого ворога Могильника.

## Альтернативні версії
- У Всесвіті Ultimate Marvel Роббі рідко з'являється на сторінках Ultimate Spider-Man, оскільки Daily Bugle не грає значущої ролі в житті Пітера Паркера. Найчастіше Роббі сперечається з Джейсоном, іноді заручаючись підтримкою Бена Уріха[9].

## Поза коміксами

### Телебачення
- У мультсеріалі «Людина-павук»(1994) Роббі Робертсон, озвучений Родні Солсберрі[10], є одним з другорядних героїв. Як і в коміксах, він виступає правою рукою Джей Джони Джеймсона, і регулярно намагається переконати його, що людина-павук не лиходій. У минулому він був другом Лонні Лінкольна. Будучи дітьми, вони випадково закинули баскетбольний м'яч у вікно продуктового магазину, після чого Роббі вдалося втекти, тоді як прибулі поліцейські заарештували Лонні. Через роки Роббі влаштувався на роботу в місцеву газету і відвідав хімічний завод, де знову зустрів Лонні, що став злочинцем. Лонні спробував підставити Роббі, щоб Того заарештували, як колись і його, однак, в результаті нещасної події, Лінкольн впав в чан з хімікатами і був визнаний мертвим. Вирішивши спокутувати своє минуле, Роббі залишився, щоб пояснити те, що трапилося поліції, яка його відпустила. До того часу, коли він почав працювати в Daily Bugle, він з жахом дізнався, що його син Ренді приєднався до банди вижив Лінкольна, який став відомим як Могильник. Тим не менш, Людині-павуку вдалося захистити сина Роббі, а потім врятувати і самого Робертсона-став, коли того спробували посадити у в'язницю Могильник, Кінгпін і Річард Фіск.
- Роббі з'являється в мультсеріалі «Неймовірна Людина-павук»(2008), його озвучив Філ Ламарр[11].

### Кіно
- Білл Нанн виконав роль Роббі в трилогії Сема Реймі про Людину-павука[5].

### Товари
- Роббі Робертсон є однією з 25 фігурок в наборі Lego «Редакція Daily Bugle»[12].